# Los Guájares
Los Guájares település Spanyolországban, Granada tartományban. Los Guájares El Pinar, Vélez de Benaudalla, Salobreña, Molvízar, Ítrabo, Jete, Lentegí, Albuñuelas és El Valle községekkel határos. Lakosainak száma 1125 fő (2024).

## Népesség
A település népessége az elmúlt években az alábbi módon változott:
| Lakosok száma | 1267 | 1203 | 1337 | 1243 | 1194 | 1128 | 1052 | 1057 | 1074 | 1125 |
|               | 2001 | 2004 | 2006 | 2009 | 2011 | 2014 | 2016 | 2019 | 2021 | 2024 |